# Mike Savage
Pour les articles homonymes, voir Savage et Michael Savage.
Mike Savage, né le 13 mai 1960 à Belfast, en Irlande du Nord, est un homme politique canadien.

## Biographie
Il est député à la Chambre des communes du Canada, représentant la circonscription néo-écossaise de Dartmouth—Cole Harbour sous la bannière du Parti libéral du Canada à partir de 2004. Réélu en 2006 et en 2008, il est défait par le néo-démocrate Robert Chisholm en 2011.
Le 20 octobre 2012, Mike Savage est élu maire de la municipalité régionale d'Halifax. Il est réélu le 15 octobre 2016 puis de nouveau le 17 octobre 2020. Il ne se représente pas lors des élections municipales d'Halifax de 2024.
Le 13 octobre 2024, le premier ministre Justin Trudeau annonce sa nomination comme lieutenant-gouverneur de Nouvelle-Écosse. Il prête serment et entre en fonction le 13 décembre suivant.